# Luncași, Iași
Luncași este un sat în comuna Hălăucești din județul Iași, Moldova, România. A devenit sat în cadrul comunei Hălăucești din județul Roman la începutul secolului al XX-lea, prin despărțirea zonei nordice a satului Hălăucești.

## Istoric
Componența etnică a comunei Hălăucești la sfârșitul secolului al XIX-lea (aproximare în cazul evreilor)
     Români (28,8%)
     Maghiari (68,9%)
     Evrei (2,3%)
Gheorghe I. Năstase, referindu-se la cele 6 sate în totalitate maghiare găsite de Marco Bandini la 1646 în zona Romanului: Tămășeni (în maghiară Tamásfalva, menționat de Bandini ca Thomasest), Adjudeni (Dsudai, Gsiuda falva), Răchiteni (Domafalva), Săbăoani (Szabófalva), Leucușăni (Lökösfalva, contopit cu Săbăoani), Tețcani (Steczkofalva), a menționat că acesta reprezenta la acea vreme nucleul maghiar al Ținutului Romanului. Însă, nucleul s-a mărit considerabil pe ambele maluri ale luncii Siretului în secolele al XVIII-lea și al XlX-lea cu satele: Cozmești, Mogoșești, Luncași, Hălăucești, Mircești, Ursărești, Traian și Sturza. În aceeași perioadă au apărut și satele maghiare din bazinul inferior al râului Moldova, precum: Corhana, Pildești, Gherăiești, Iugani, Barticești, Muncelu de Sus, Tupilați, David, Talpa, Breaza, Văleni și Bârgăoani.
La sfârșitul secolului al XIX-lea prin Luncași era cunoscută partea nordică a satului Hălăucești din județul Roman, singurul sat al comunei Hălăucești, din plasa Moldova a județului Roman. Comuna deținea 2178 de locuitori, din care 1500 maghiari, 15 familii de evrei și restul români, cu două biserici ortodoxe și una catolică. Anuarul Socec din 1925 a consemnat Luncași ca sat separat în aceeași plasă și comună. Satul Hălăucești a aparținut la 1756 paharnicului Constantin Sturdza.
Majoritatea populației este de religie romano-catolică, iar singura biserică din sat este biserica romano-catolică „Sf. Maximilian Maria Kolbe”. Hramul bisericii este susținut în data de 14 august.